# Mazda CX-3
El Mazda CX-3 es un automóvil todoterreno del segmento B fabricado por la marca Mazda en Japón. Es un cinco plazas con motor delantero transversal, disponible con tracción delantera o a las cuatro ruedas, que utiliza en la misma plataforma como el Mazda2.
La versión de producción de 6 cilindros quedará retirada a partir del 2022 junto con el Mazda 6 de 6 cilindros turbo, debido a su baja popularidad en su segménto de camionetas suv por su gran motorización fue revelado al público el 19 de noviembre de 2014 mediante un catálogo fotográfico y dos días más tarde se expuso en el Salón del Automóvil de Los Ángeles de 2014. Se comercializa desde el año 2015.
En el año 2020 MAZDA lanzó una edición especial de su 100 aniversario en México la versión solo incluía detalles estéticos.
El Mazda CX-3 Racing Concept se presentó en el Salón del Automóvil de Tokio y unos días más tarde en el Salón del Automóvil de Detroit.
Según Automotive News, el CEO de Mazda Masamichi Kogai declaró que el CX-3 será fabricado exclusivamente en Hiroshima, Japón. El CX-3 será ofrecido con motores 1.5 L y 2.0 de cuatro cilindros gasolina y un motor de diésel 1.5 L SkyActiv-D.

## Premios y reconocimiento
- 2016 Yahoo Coches Savvy Paseo del Año[3]
- 2016 IIHS la seguridad Superior Elige+[4]

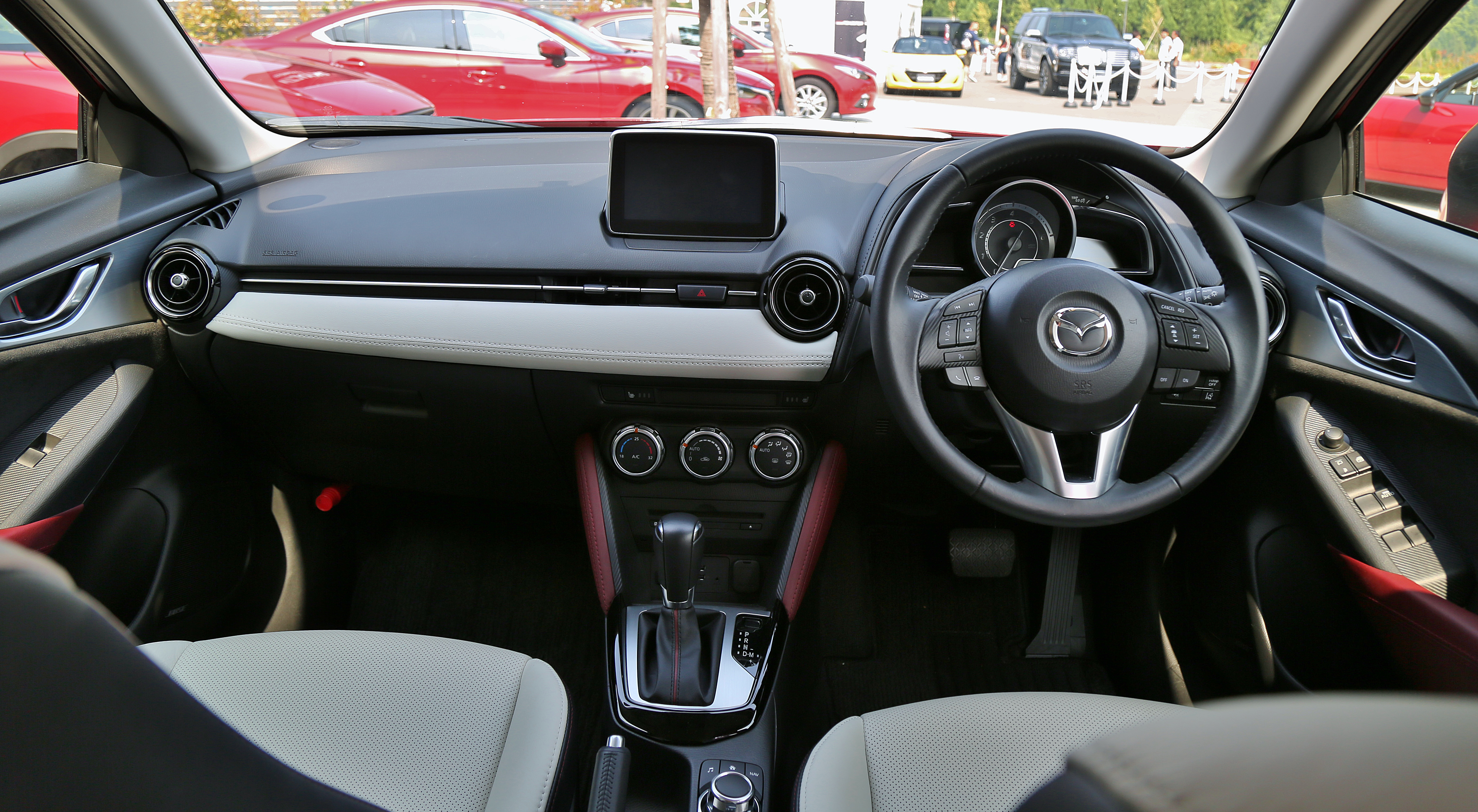
Interior

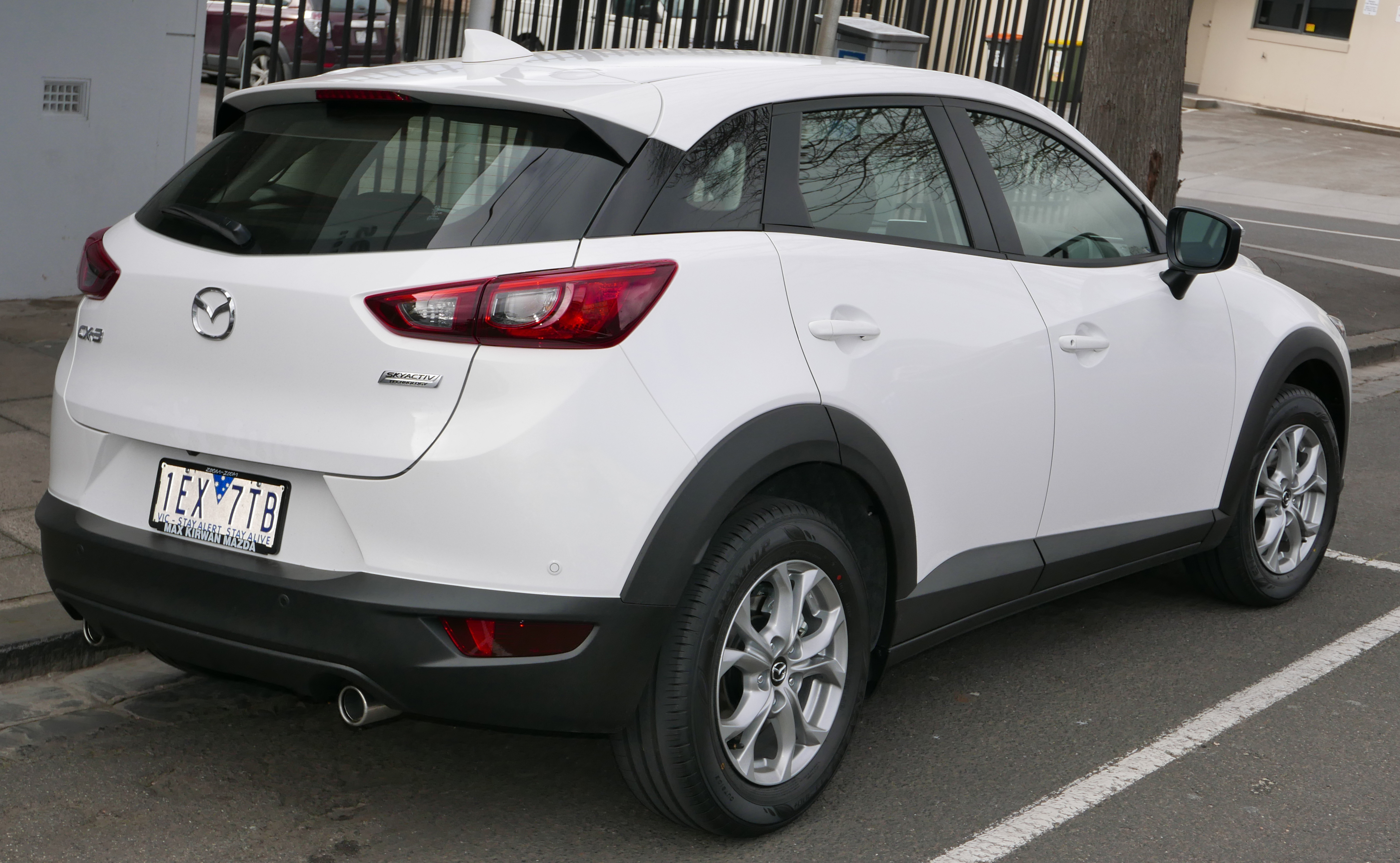
Mazda CX-3 Maxx (Australia)